# Lobocheilos plana
Lobocheilos plana är en fjärilsart som beskrevs av Swinhoe 1890. Lobocheilos plana ingår i släktet Lobocheilos och familjen nattflyn. Inga underarter finns listade i Catalogue of Life.